# Marc Àper
Marc Àper (en llatí Marcus Aper) va ser un orador romà nascut a la Gàl·lia que va arribar pels seus mèrits a qüestor, tribú i pretor.
És introduït com un dels oradors al diàleg Dialogus de oratoribus atribuït a Tàcit on defensa l'estil retòric predominant a la seva època davant dels que volien retornar a la forma antiga.